# Vale de Estrela
Vale de Estrela es una freguesia portuguesa del concelho de Guarda, con 12,95 km² de superficie y 418 habitantes (2001). Su densidad de población es de 32,3 hab/km².